# Abbiamo vinto il Festival di Sanremo
Abbiamo vinto il Festival di Sanremo è un singolo del gruppo musicale italiano Statuto, pubblicato nel 1992 dalla EMI.

## Formati

### 7"
L'edizione a 7" con sul lato B "Moskowska".

### 14"
L'edizione a 12" che sul lato B oltre a "Moskowska" contiene un remix in chiave dance della stessa canzone.

## Il disco
È il singolo presentato alla quarantaduesima edizione del Festival di Sanremo, nella quale si classificarono al nono posto nella categoria "Nuove Proposte". Grazie al successo ottenuto alla kermesse canora, il singolo arrivò nell Top 10 dei singoli venduti in Italia.
La canzone racconta, con l'ironia che contraddistingue la mod band torinese, il risultato prodotto da una fantomatica vittoria al Festival di Sanremo.

## Tracce
Lato A:
1. Abbiamo vinto il Festival di Sanremo

Lato B:
1. Moskowska

## Classifiche
| Classifica (1992) | Posizione massima |
| ----------------- | ----------------- |
| Italia            | 9                 |